# Алмазная
Алма́зная (укр. Алма́зна) — город в Луганской области Украины, подчинён Стахановскому горсовету. C 2014 года город контролировался управляемой из России марионеточной Луганской Народной Республикой. В настоящее время под российской оккупацией.

## География
Соседние населённые пункты: города Ирмино на севере, Стаханов (примыкает) на северо-востоке, Брянка (примыкает) на юго-востоке, посёлки Новый, Глубокий, Анновка, Ломоватка на юге, Калиново на западе.

## История
При крепостном праве (до 1861 года) помещик Стебельский приобрел в районах нынешних Калиново, Ирмино, Петро-Голенищевки, Кадиевки, Бугаевки и Алмазной обширный участок никем не обрабатываемой земли и переехал сюда со своими крепостными из Изюма Харьковской губернии. Один из хуторов назвал Беззаботовкой.
Жизнь переселенцев в Беззаботовке чем-то напоминала им жизнь в Изюме, и они в противовес помещичьему названию дали своё — Изюмчик. Это название хутора сразу вошло в повседневный быт, а панское название постепенно забылось.
В 1870 году населённый пункт уже известен как село Изюм.
В декабре 1878 года был построен и открыт для движения участок железной дороги Дебальцево — Попасная

В 1895 году переименован в станцию Алмазную. 

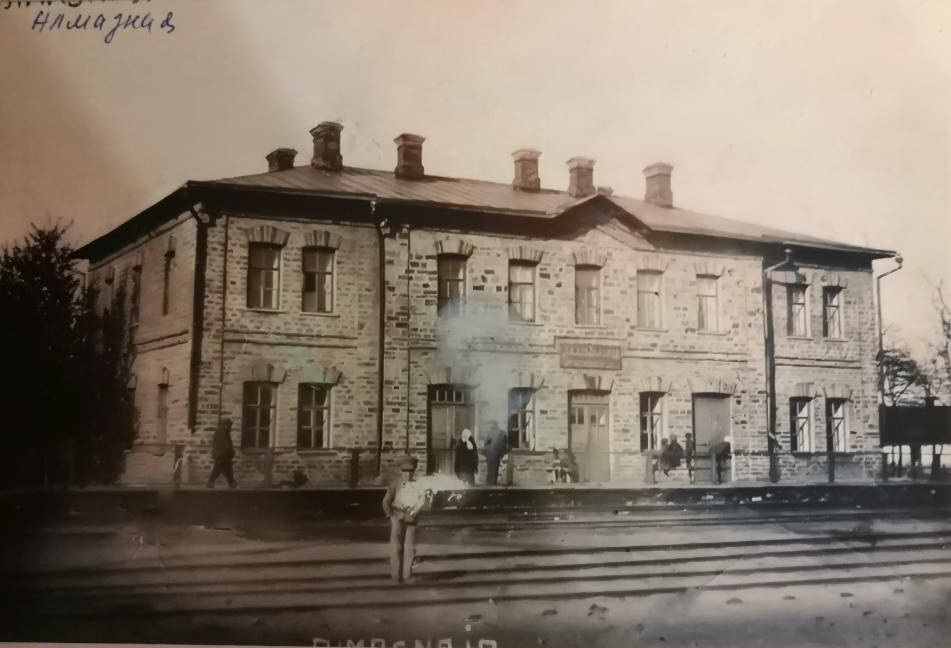

Из описания станции Алмазной 1898 г.
Буфет с холодными закусками; дамская уборная.
Прежде называвшаяся Изюмом, станция переименована в Алмазная, ибо это бесспорно алмаз крупной величины на ЮВЖД уступая лишь ст. Мушкетово Екатерининской ж/д.
Так в 1898 г. со станции Алмазной было отправлено 48.300.760 пудов каменного угля, в числе коего было более 14 миллионов пудов кокса.

Влево от станции идет шесть подъездных путей к грандиозным каменноуглевым шахтам следующих акционерных компаний: Голубовское Берестово-Богодуховское Горнопромышленное товарищество, Алмазное общество, построившее здесь же чугуноплавильный завод, пока в одну доменную печь; Алексеевское горнопромышленное товарищество, Брянское общество, Общество Криворогских железных руд; кроме того здесь же расположены шахты отдельных владельцев В. Р. Максимова, Малкина, Савельева, Лещинского, Васильева, Вазинских и К, Конжукова и Тюрикова. 

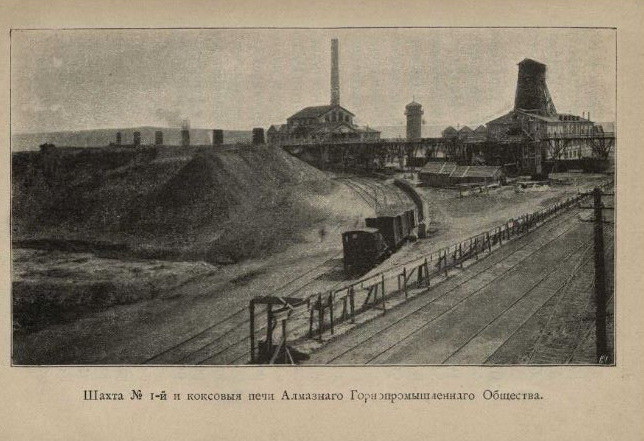
фотография из книги «Спутник Пассажира по ЮВЖД, выпуск 2, Балашово-Харьковская, Донецкая Каменноугольная, Восточно-Донецкая и Елец-Валуйская линии. Москва. 1900.»

 (Источник: «Спутник Пассажира по ЮВЖД, выпуск 2, Балашово-Харьковская, Донецкая Каменноугольная, Восточно-Донецкая и Елец-Валуйская линии. Москва. 1900.»)
15 января 1898 года Алмазное каменноугольное общество приступило к постройке металлургического завода. Летом была задута первая доменная печь, руда для которой поступала из Кривого Рога. В январе 1900 года была задута вторая доменная печь.
В 1905 году было построено новое здание вокзала, которое существует и сейчас. При станции имелось одноклассное училище в 4 отделения, где обучалось 70 учащихся.
1905 год. Промышленность на подъёме. Алмазнянский металлургический завод ввел в строй третью доменную печь.
В 1910-х годах Алмазнянский металлургический завод ЮРДМО (Южно-Русское днепровское металлургическое общество) производил чугун передельный: бессемеровский и мартеновский, литейный (красный и шотландский) и чугуны специальные: зеркальный, ферромарганец и ферросилиций, а также отливки чугунные и медные. Первое место по нагрузке угля на линии Дебальцево — Попасная занимала станция Алмазная, которая ежегодно нагружала около 1 600 000 тонн угля — больше любой станции в Донбассе.
В конце первой пятилетки Алмазнянский металлургический завод (АМЗ) производил за год 43 800 тонн чугуна.
В конце 1930-х годов шло строительство трамвайной линии Кадиевка — Алмазная.
В 1959 году в степь под Алмазной пришли строители треста «Коммунарскстрой», чтобы возвести завод ферросплавов (сейчас завод именуется как Стахановский завод ферросплавов.).
31 марта 1962 года смена начальника Ю. В. Гриценюка включила печь № 1, а 10 апреля была выдана первая плавка ферросилиция.
Статус города — с 1977 года.
В 1993 году трамвайную линию демонтировали и пустили троллейбусы. А в 2012 году демонтировали и троллейбусную линию.

## Население
- 1959 год — 10685 человек[5],
- 1970 год — 11700 человек,
- 1979 год — 9747 человек,
- 1989 год — 7487 человек[6],
- 2001 год — 5061 человек,
- 2011 год — 5384 человека,
- 2013 год — 5325 человек[7].
- 2019 год — 4 203 человека[2]

### Языки
| Язык       | %     |
| ---------- | ----- |
| Русский    | 68,77 |
| Украинский | 32,53 |

## Промышленность и транспорт
Промышленные предприятия
- ОАО «Стахановский (Алмазнянский — 1962 год) завод ферросплавов»
- «Стахановский кирпичный завод»
- Шлакоблочный завод.
- ОАО «Алмазнянский металлургический завод» 1898—2001 годы.
- «Стахановский кирпичный завод» — реконструирован в 2008 году, бывший Алмазнянский завод ж/б шпал
- ПУ ООО «Экологическая инициатива». Цех по производству тротуарной плитки. АТП № 4. Стадион «Атлант».

Железнодорожные станции Стаханов, Максимовка, Владимировка, Сталь Донецкой ж.д., а также вагонное депо ПТО на ст. Стаханов.
Городской транспорт
Автобусные маршруты № 102, 102А, 102Б, 102В, 107, 108; с 1939 года по 1993 год имелось трамвайное сообщение, с 1993 года по 2008 — троллейбусное сообщение с г. Стаханов.

## Школы
- СШ № 1
- НСШ № 19 — в настоящее время музыкальная школа
- НСШ № 25.